# Furmanow (Stadt)
Furmanow (russisch Фурманов) ist eine Stadt in der Oblast Iwanowo (Russland) mit 36.144 Einwohnern (Stand 14. Oktober 2010).

## Geografie
Die Stadt liegt etwa 35 km nordöstlich der Oblasthauptstadt Iwanowo an der Schatscha, einem rechten Nebenfluss der Wolga.
Furmanow ist der Oblast administrativ direkt unterstellt und zugleich Verwaltungszentrum des gleichnamigen Rajons.
Die Stadt liegt an der 1898 durchgängig eröffneten Eisenbahnstrecke Jaroslawl–Iwanowo, von welcher hier eine Güternebenstrecke nach Wolgoretschensk und zum dortigen Wärmekraftwerk Kostroma abzweigt. Östlich um Furmanow führt die Fernstraße R600 (Jaroslawl–)Kostroma–Iwanowo(–Wladimir) herum (bis 2017 auch A113).

## Geschichte
Auf dem Gebiet der heutigen Stadt war seit den 1620er Jahren das Dorf Sereda-Upino bekannt. Dieses wurde 1918 mit mehreren umliegenden, im 19. Jahrhundert bei Textilfabriken entstandenen Arbeitersiedlungen zur Stadt Sereda vereinigt.
Am 13. Mai 1941 erfolgte die Umbenennung in Furmanow zu Ehren des hier geborenen Schriftstellers.

### Bevölkerungsentwicklung
| Jahr | Einwohner |
| ---- | --------- |
| 1926 | 21.000    |
| 1939 | 36.062    |
| 1959 | 38.225    |
| 1970 | 40.155    |
| 1979 | 44.192    |
| 1989 | 46.182    |
| 2002 | 39.691    |
| 2010 | 36.144    |

Anmerkung: Volkszählungsdaten (1926 gerundet)

## Kultur und Sehenswürdigkeiten

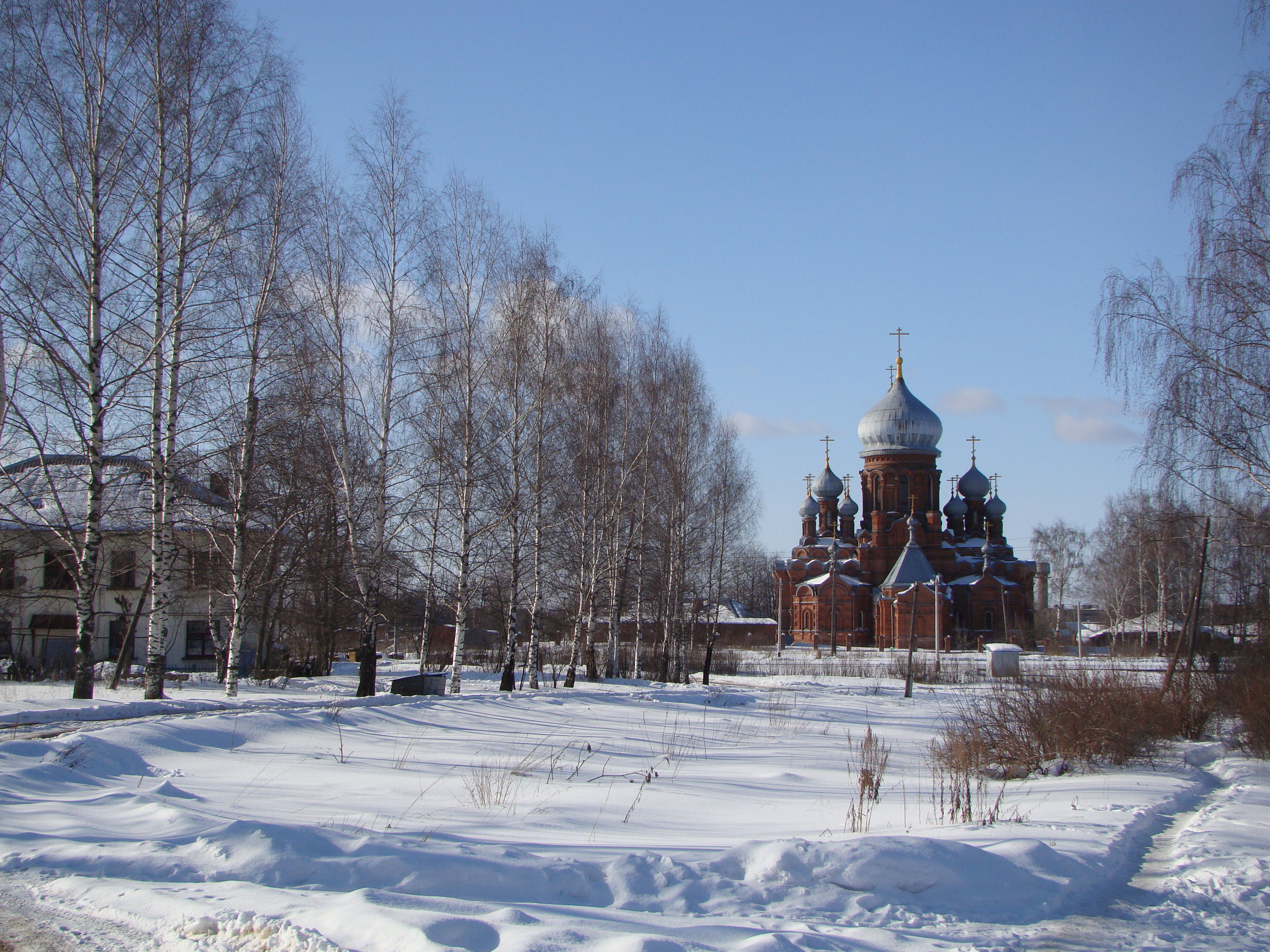
Kathedrale der Trauernden Muttergottes

In Furmanow ist die Kathedrale der Trauernden Muttergottes (собор Скорбящей Божией Матери/sobor Skorbjaschtschei Boschijei Materi) von 1886 bis 1897 erhalten.

## Persönlichkeiten
- Dmitri Furmanow (1891–1926), Schriftsteller, geboren in Sereda
- Nikolai Jablokow (1925–2021), Rechtsanwalt und Wissenschaftler
- Jewgenija Lalenkowa (* 1990), Eisschnellläuferin

## Wirtschaft
In Furmanow gibt es mehrere Textilfabriken (u. a. Weberei für Baumwollstoffe) und eine Maschinenfabrik.